# .ax
.ax je vrhovna internetska domena za Åland. Ova domena se više ne koristi, već je u upotrebi Finska .fi domena.

## Vanjske poveznice
- IANA .ax whois informacija  Arhivirana inačica izvorne stranice od 2. srpnja 2006. (Wayback Machine)